# Steve Payne
Steven Gregory Payne , más conocido como Steve Payne (nacido el 27 de junio de 1972 (52 años) en Calumet Park, Illinois)  es un exjugador de baloncesto estadounidense.

## Trayectoria
- High School. Shepard (Palos Heights, Illinois).
- 1992-95 NCAA.  Ball State University.
- 1995-96 Liga de Turquía. Antalya BB.
- 1996-97 LNB. FRA. JDA Dijon.
- 1997-98 ACB. CB Ourense.
- 1998-99 LEGA. ITA. Pallacanestro Gorizia. Cortado por Sergei Bazarevich.
- 1998-99 Liga de Turquía. Turk Telekom Ankara. Entra por Trevor Wilson.
- 1999-00 LNB. FRA. Sluc Nancy.
- 2000-01 ACB. Cantabria Lobos.
- 2001-02 LNB. FRA. Besançon Basket Comté Doubs. Entra por Leroy John.
- 2002-03 LEB. CB Los Barrios.
- 2003-04 LEB UB La Palma
- 2004-05 LNB. FRA. SIG Strasbourg.
- 2005-06 LEB. Cantabria Lobos.
- 2005-06 LEGA. ITA LidoRose Roseto Basket.
- 2006-07 LEGA 2 ITA Cimberio Aironi Novara .
- 2007-08 SUIZA. Sdent BBC Nyon .
- 2008-09 SUIZA. MGS Grand-Saconnex Basket.